# Tridadi (Loano)
Tridadi is een bestuurslaag in het regentschap Purworejo van de provincie Midden-Java, Indonesië. Tridadi telt 878 inwoners (volkstelling 2010).